# Life is Beautiful (korte film)
Life Is Beautiful is een Nederlandse kortfilm uit 2013, die werd gemaakt in het kader van de serie Kort!.

## Inhoud
Anton heeft tegenslag na tegenslag terwijl anderen veel succes en plezier lijken te hebben. Nadat hij van een hoog gebouw afspringt, vliegt zijn geest naar de hemel. Onderweg komt hij een grote stroom mensen tegen, die ook die kant op stijgen. Anton zet er flink de vaart in en haalt de anderen in totdat hij op een muur stuit. Hij wurmt zich door een kleine opening naar binnen. Dan blijkt het een eicel te zijn waardoor de andere mensen (spermacellen) niet naar binnen kunnen.